# Master production schedule
Il master production schedule, o piano principale di produzione, è un documento in cui sono elencate le quantità di prodotto finito ("End Product") da produrre, suddivise per periodo ("Time Period").
Può essere corredato da una stima delle ore di lavoro necessarie ("Capacity Requirements"), generando una proiezione delle percentuali d'uso dei reparti.
Il termine in italiano non deve essere confuso con il piano di produzione, che riguarda le sequenze di lavoro da svolgere nei reparti di produzione.